# Liste der Anime-Titel/S

## S
| Name                                                                           | Alternative Namen | Veröffentlichungsjahr | Studio(s)                               |
| ------------------------------------------------------------------------------ | --- | --------------------- | --------------------------------------- |
| S・A – Special A (24 Folgen)                                                   | S・A〜スペシャル・エー〜, S・A – Supesharu Ē | 2008 als Fernsehserie | Gonzo, AIC                              |
| Sabagebu! (12 Folgen)                                                          | さばげぶっ! | 2014 als Fernsehserie | Studio Pierrot+                         |
| Saber Marionette                                                               | |                       |                                         |
| ↳ SM Girls: Saber Marionette R (3 Folgen)                                      | SMガールズ セイバーマリオsoネットR | 1995 als OVA          | Animate Film, Zero-G Room               |
| ↳ Saber Marionette J (25 Folgen)                                               | セイバーマリオネットJ | 1996 als Fernsehserie | Studio Junio                            |
| ↳ Mata Mata Saber Marionette J (6 Folgen)                                      | またまたセイバーマリオネットJ, Saber Marionette J Again | 1997 als OVA          | Hal Film Maker                          |
| ↳ Saber Marionette J to X (26 Folgen)                                          | セイバーマリオネット J to X | 1998 als Fernsehserie | Hal Film Maker                          |
| Saber Rider und die Starsheriffs (52 Folgen)                                   | 星銃士ビスマルク, Seijūshi Bisumaruku | 1984 als Fernsehserie | Studio Pierrot                          |
| Sacred Seven (12 Folgen)                                                       | セイクリッドセブン, Seikuriddo Sebun | 2011 als Fernsehserie | Sunrise                                 |
| Saenai Heroine no Sodatekata (13 Folgen)                                       | 冴えない彼女の育てかた, Saenai Hiroin no Sodatekata, Saekano | 2015 als Fernsehserie | A-1 Pictures                            |
| Saga of Tanya the Evil (? Folgen)                                              | 幼女戦記, Yōjo Senki | 2017 als Fernsehserie | NUT                                     |
| Saigo no Door o Shimero! (eine Folge)                                          | 最後のドアを閉めろ! | 2007 als OVA          | Phoenix Entertainment                   |
| Saiki Kusuo no Ψ-nan (24 Folgen)                                               | 斉木楠雄のΨ難, Egg Firm | 2016 als Fernsehserie | J.C.Staff                               |
| Saikin, Imōto no Yōsu ga Chotto Okashiinda ga. (12 Folgen)                     | 最近、妹のようすがちょっとおかしいんだが., Recently, my sister is unusual.                                                                                                   | 2014 als Fernsehserie | project No.9                            |
| Sailor Moon (46 Folgen)                                                        | 美少女戦士セーラームーン, Bishōjo Senshi Sailor Moon, Sailor Moon – Das Mädchen mit den Zauberkräften                                                                        | 1992 als Fernsehserie | Tōei Animation                          |
| ↳ Sailor Moon R (43 Folgen)                                                    | 美少女戦士セーラームーンR, Bishōjo Senshi Sailor Moon R | 1993 als Fernsehserie | Tōei Animation                          |
| ↳ Gefährliche Blumen                                                           | 美少女戦士セーラームーンR, Bishōjo Senshi Sailor Moon R | 1993 als Film         | Tōei Animation                          |
| ↳ Sailor Moon S (38 Folgen)                                                    | 美少女戦士セーラームーンS, Bishōjo Senshi Sailor Moon S | 1994 als Fernsehserie | Tōei Animation                          |
| ↳ Schneeprinzessin Kaguya                                                      | 美少女戦士セーラームーンS, Bishōjo Senshi Sailor Moon S | 1994 als Film         | Tōei Animation                          |
| ↳ Sailor Moon SuperS (39 Folgen)                                               | 美少女戦士セーラームーンSuperS, Bishōjo Senshi Sailor Moon SuperS | 1995 als Fernsehserie | Tōei Animation                          |
| ↳ Reise ins Land der Träume                                                    | 美少女戦士 セーラームーン SuperS セーラー9戦士集結! ブラック・ドリーム・ホールの奇跡, Bishōjo Senshi Sailor Moon SuperS Sailor 9 Senshi Shūketsu! Black-Dream-Hole no Kiseki | 1995 als Film         | Tōei Animation                          |
| ↳ Bishōjo Senshi Sailor Moon SuperS Special (3 Folgen)                         | 美少女戦士セーラームーンSuperSスペシャル | 1995 als Special      | Tōei Animation                          |
| ↳ Bishōjo Senshi Sailor Moon Gaiden: Ami-chan no Hatsukoi (eine Folge)         | 美少女戦士セーラームーン外伝 亜美ちゃんの初恋 | 1995 als Special      | Tōei Animation                          |
| ↳ Sailor Moon Stars (34 Folgen)                                                | 美少女戦士セーラームーン セーラースターズ, Bishōjo Senshi Sailor Moon Stars                                                                                                  | 1996 als Fernsehserie | Tōei Animation                          |
| ↳ Sailor Moon Crystal (26 Folgen)                                              | 美少女戦士セーラームーンCrystal, Bishōjo Senshi Sērā Mūn Crystal, Bishōjo Senshi Sailor Moon Crystal                                                                         | 2014 als Web-Anime    | Tōei Animation                          |
| ↳ Sailor Moon Crystal: Season 3 (13 Folgen)                                    | 美少女戦士セーラームーンCrystal Season III, Bishōjo Senshi Sērā Mūn Crystal: Season III, Bishōjo Senshi Sailor Moon Crystal: Season III                                      | 2016 als Web-Anime    | Tōei Animation                          |
| Saint Beast – Seijū Kōrin Hen (6 Folgen)                                       | セイント・ビースト～聖獣降臨編~ | 2003 als Fernsehserie |                                         |
| ↳ Saint Beast – Ikusen no Hiru to Yoru Hen (2 Folgen)                          | セイント・ビースト～幾千の昼と夜 編~ | 2005 als OVA          | Madhouse                                |
| ↳ Saint Beast – Kōin Jojishi Tenshi Tan (13 Folgen)                            | セイント・ビースト ~光陰叙事詩天使譚~ | 2007 als Fernsehserie | Tokyo Kids                              |
| Saint Oniisan (2 Folgen)                                                       | 聖☆おにいさん, Seinto Oniisan, Saint Young Men | 2012 als OVA          | A-1 Pictures                            |
| ↳ Saint Oniisan                                                                | 聖☆おにいさん, Seinto Oniisan, Saint Young Men | 2013 als Film         | A-1 Pictures                            |
| Saint Seiya (114 Folgen)                                                       | 聖闘士星矢 | 1986 als Fernsehserie | Tōei Animation                          |
| ↳ Saint Seiya: Jashin Erisu                                                    | 聖闘士星矢 邪神エリス | 1987 als Film         | Tōei Animation                          |
| ↳ Saint Seiya: Kamigami no Atsuki Tatakai                                      | 聖闘士星矢 神々の熱き戦い | 1988 als Film         | Tōei Animation                          |
| ↳ Saint Seiya: Shinku no Shōnen Densetsu                                       | 聖闘士星矢 真紅の少年伝説 | 1988 als Film         | Tōei Animation                          |
| ↳ Saint Seiya: Saishu Seisen No Senshi Tachi                                   | 聖闘士星矢 最終聖戦の戦士たち | 1989 als Film         | Tōei Animation                          |
| ↳ Saint Seiya: Meiō Hades Jūni-Kyū Hen (13 Folgen)                             | 聖闘士星矢 冥王ハーデス十二宮編 | 2002 als OVA          | Tōei Animation                          |
| ↳ Saint Seiya: Tenkai Hen Josō – Overture                                      | 聖闘士星矢 天界編 序奏 ~overture~ | 2004 als Film         | Tōei Animation                          |
| ↳ Saint Seiya: Meiō Hades Meikai Hen Kōshō (12 Folgen)                         | 聖闘士星矢 冥王ハーデス冥界編 | 2005 als OVA          | Tōei Animation                          |
| ↳ Saint Seiya: Meiō Hades Elysion Hen (6 Folgen)                               | 聖闘士星矢 冥王ハーデスエリシオン編 | 2008 als OVA          | Tōei Animation                          |
| ↳ Saint Seiya: The Lost Canvas – Meiō Shinwa (26 Folgen)                       | 聖闘士星矢 THE LOST CANVAS 冥王神話 | 2009 als OVA          | Tōkyō Movie                             |
| ↳ Saint Seiya Omega (97 Folgen)                                                | 聖闘士星矢Ω, Seinto Seiya Omega | 2012 als Fernsehserie | Tōei Animation                          |
| ↳ Saint Seiya: Ōgon Tamashii – soul of gold (13 Folgen)                        | 聖闘士星矢 黄金魂 -soul of gold- | 2015 als Web-Anime    |                                         |
| Saishū Heiki Kanojo (13 Folgen)                                                | 最終兵器彼女, SaiKano | 2002 als Fernsehserie | Gonzo                                   |
| ↳ Saishū Heiki Kanojo – Another Love Song (2 Folgen)                           | 最終兵器彼女 〜Another love song〜 | 2005 als OVA          | Studio Fantasia                         |
| Saishū Shiken Kujira (5 Folgen)                                                | 最終試験くじら | 2007 als Web-Anime    | Zexcs                                   |
| Saiunkoku Monogatari (39 Folgen)                                               | 彩雲国物語 | 2006 als Fernsehserie | Madhouse                                |
| ↳ Saiunkoku Monogatari: Second Series (39 Folgen)                              | 彩雲国物語 第2シリーズ | 2007 als Fernsehserie | Madhouse                                |
| Saiyuki Songoku Monogatari                                                     | 遊記孫悟空物語, Journey to the West: Songoku's Story | 1926 als Kurzfilm     |                                         |
| Saiyuki (2 Folgen)                                                             | 幻想魔伝 最遊記, Gensōmaden Saiyūki | 1999 als OVA          | Tokyo Kids                              |
| ↳ Saiyuki (50 Folgen)                                                          | 幻想魔伝 最遊記, Gensōmaden Saiyūki | 2000 als Fernsehserie | Studio Pierrot                          |
| ↳ Saiyuki – Requiem                                                            | 劇場版 幻想魔伝 最遊記 Requiem, Gekijōban Gensōmaden Saiyuki: Requiem | 2001 als Film         | Studio Pierrot                          |
| ↳ Gensōmaden Saiyuki: Kibō no zaika (eine Folge)                               | 幻想魔伝 最遊記 -希望の罪過-, Saiyuki Interactive | 2002 als OVA          | Studio Pierrot                          |
| ↳ Saiyuki Reload (25 Folgen)                                                   | 最遊記 RELOAD | 2003 als Fernsehserie | Studio Pierrot                          |
| ↳ Saiyuki Reload Gunlock (26 Folgen)                                           | 最遊記 RELOAD GUNLOCK | 2004 als Fernsehserie | Studio Pierrot                          |
| ↳ Saiyuki Reload: Burial (3 Folgen)                                            | 最遊記 RELOAD -burial- | 2007 als OVA          | Studio Pierrot                          |
| Sakamoto Desu ga? (13 Folgen)                                                  | 坂本ですが? | 2016 als Fernsehserie | Studio Deen                             |
| Sakamichi no Apollon (12 Folgen)                                               | 坂道のアポロン, Sakamichi no Aporon, Kids on the Slope | 2012 als Fernsehserie | MAPPA, Tezuka Productions               |
| Saki (26 Folgen)                                                               | 咲, Saki the Player | 2009 als Fernsehserie | Gonzo, Picture Magic                    |
| ↳ Saki: Achiga-hen episode of side-A (15 Folgen)                               | 咲-Saki- 阿知賀編 episode of side-A | 2012 als Fernsehserie | Studio Gokumi                           |
| ↳ Saki: Zenkoku-hen (13 Folgen)                                                | 咲-Saki- 全国編 | 2014 als Fernsehserie | Studio Gokumi                           |
| Sakura: Haru no Genso                                                          | 春の幻想 | 1949 als Kurzfilm     | Nihon Dōga                              |
| Sakura Momoko Gekijō Koji Koji (eine Folge)                                    | さくらももこ劇場 コジコジ | 1997 als Fernsehserie | Nippon Animation                        |
| Sakurasō no Pet na Kanojo (24 Folgen)                                          | さくら荘のペットな彼女, Sakurasō no Petto na Kanojo | 2012 als Fernsehserie | J.C.Staff                               |
| Sakura Tsūshin (12 Folgen)                                                     | 桜通信, Sakura Diaries | 1997 als OVA          | Kitty Film, Shaft                       |
| Sakura Wars (4 Folgen)                                                         | サクラ大戦 桜華絢爛, Sakura Taisen: Ōka Kenran | 1997 als OVA          | Radix                                   |
| ↳ Sakura Taisen: Gōka Kenran (6 Folgen)                                        | サクラ大戦 轟華絢爛, Sakura Wars 2 | 1999 als OVA          | Radix                                   |
| ↳ Sakura Taisen TV (25 Folgen)                                                 | サクラ大戦TV, Sakura Wars TV | 2000 als Fernsehserie | Madhouse                                |
| ↳ Sakura Taisen: Katsudō Shashin                                               | サクラ大戦 活動写真, Sakura Wars Movie | 2001 als Film         | Production I.G                          |
| ↳ Sakura Taisen: Kanzaki Sumire Intai Kinen – „Su-Mi-Re“ (eine Folge)          | サクラ大戦 ~神崎すみれ 引退記念～「す・み・れ」, Sakura Wars Sumire | 2002 als OVA          | Radix                                   |
| ↳ Sakura Taisen: École de Paris (3 Folgen)                                     | サクラ大戦 エコール・ド・巴里, Sakura Wars – École de Paris | 2003 als OVA          | Radix                                   |
| ↳ Sakura Taisen: Le Nouveau Paris (3 Folgen)                                   | サクラ大戦 ル・ヌーヴォー・巴里, Sakura Wars – Le Nouveau Paris | 2004 als OVA          | Radix                                   |
| ↳ Sakura Taisen: New York New York (6 Folgen)                                  | サクラ大戦 ニューヨーク・紐育, Sakura Wars – New York New York | 2007 als OVA          | AIC                                     |
| Sakura Trick (12 Folgen)                                                       | 桜Trick | 2014 als Fernsehserie | Studio Deen                             |
| Sakurako-san no Ashimoto ni wa Shitai ga Umatteiru (12 Folgen)                 | 櫻子さんの足下には死体が埋まっている, A Corpse is Buried Under Sakurako’s Feet.                                                                                              | 2015 als Fernsehserie | Troyca                                  |
| Samurai 7 (26 Folgen)                                                          | サムライセブン, Samurai Seven | 2004 als Fernsehserie | Gonzo                                   |
| Samurai Champloo (26 Folgen)                                                   | サムライチャンプルー | 2004 als Fernsehserie | Manglobe                                |
| Samurai Deeper Kyo (26 Folgen)                                                 | サムライディパーKYO | 2002 als Fernsehserie | Studio Deen                             |
| Samurai Flamenco (22 Folgen)                                                   | サムライフラメンコ, Samurai Furamenko | 2013 als Fernsehserie | Manglobe                                |
| Samurai Girl: Real Bout High School (13 Folgen)                                | SAMURAI GIRL リアルバウトハイスクール | 2001 als Fernsehserie | Gonzo                                   |
| Samurai Gun (12 Folgen)                                                        | サムライガン | 2004 als Fernsehserie | Avex, Inc., Studio Egg                  |
| Samurai Pizza Cats (54 Folgen)                                                 | キャッ党忍伝てやんでえ | 1990 als Fernsehserie | Shaft (Studio), Studio Nue, Studio Taji |
| Sankarea (12 Folgen)                                                           | さんかれあ | 2012 als Fernsehserie | Studio Deen                             |
| Sansha San’yō (12 Folgen)                                                      | 三者三葉 | 2016 als Fernsehserie | Dōga Kōbō                               |
| Sanzoku no Musume Ronja (26 Folgen)                                            | 山賊の娘ローニャ | 2014 als Fernsehserie | Polygon Pictures                        |
| Saraiya Goyō (12 Folgen)                                                       | さらい屋 五葉 | 2010 als Fernsehserie | Manglobe                                |
| Sarukani Gassen                                                                | The Crab Gets Its Revenge on the Monkey | 1917 als Kurzfilm     |                                         |
| Saru Masamune                                                                  | 猿正宗, Monkey Masamune | 1930 als Kurzfilm     | Yokohama Cinema Kyokai                  |
| Sasameki Koto (13 Folgen)                                                      | ささめきこと | 2009 als Fernsehserie | AIC                                     |
| Sasami-san@Ganbaranai (12 Folgen)                                              | ささみさん@がんばらない | 2013 als Fernsehserie | Shaft                                   |
| Sayonara Zetsubō Sensei (12 Folgen)                                            | さよなら絶望先生 | 2007 als Fernsehserie | Shaft                                   |
| ↳ (Zoku) Sayonara Zetsubō Sensei (13 Folgen)                                   | 【俗・】さよなら絶望先生 | 2008 als Fernsehserie | Shaft                                   |
| ↳ (Goku) Sayonara Zetsubō Sensei (3 Folgen)                                    | 【獄・】さよなら絶望先生 | 2008 als OVA          | Shaft                                   |
| ↳ (Zan) Sayonara Zetsubō Sensei (13 Folgen)                                    | 【懺・】さよなら絶望先生 | 2009 als Fernsehserie | Shaft                                   |
| ↳ (Zan) Sayonara Zetsubō Sensei: Bangaichi (2 Folgen)                          | 【懺・】さよなら絶望先生 番外地 | 2010 als OVA          | Shaft                                   |
| Sazae-san (2100 Folgen)                                                        | サザエさん | 1969 als Fernsehserie | Eiken                                   |
| Scared Rider Xechs (12 Folgen)                                                 | スカーレッドライダーゼクス, Sukareddo Raidā Zekusu | 2016 als Fernsehserie | Satelight                               |
| Die Schatzinsel                                                                | どうぶつ宝島, Dōbutsu Takarajima, Jolly Joker | 1971 als Film         | Tōei Dōga                               |
| Die Schatzinsel (26 Folgen)                                                    | 宝島, Takarajima | 1978 als Fernsehserie | TMS Entertainment                       |
| Das Schloss im Himmel                                                          | 天空の城ラピュタ, Tenkū no Shiro Rapyuta, Laputa: Castle in the Sky | 1986 als Film         | Studio Ghibli                           |
| Schneewittchen (52 Folgen)                                                     | 白雪姫の伝説, Shirayuki-hime no Densetsu | 1994 als Fernsehserie | Tatsunoko Production                    |
| School Days (12 Folgen)                                                        | スクールデイズ, Sukūru Deizu | 2007 als Fernsehserie | TNK                                     |
| ↳ School Days – Valentine Days (eine Folge)                                    | | 2008 als OVA          | TNK                                     |
| ↳ School Days – Magical Heart ☆ Kokoro-chan (eine Folge)                       | | 2008 als OVA          | TNK                                     |
| School Rumble (26 Folgen)                                                      | スクールランブル | 2004 als Fernsehserie | Studio Comet                            |
| ↳ School Rumble OVA: Ichigakki Hoshū (2 Folgen)                                | スクールランブルOVA一学期補習 | 2005 als OVA          | Studio Comet                            |
| ↳ School Rumble: Nigakki (26 Folgen)                                           | スクールランブル二学期 | 2006 als Fernsehserie | Studio Comet                            |
| ↳ School Rumble: Sangakki (2 Folgen)                                           | スクールランブル三学期 | 2008 als OVA          | Studio Comet                            |
| Schoolgirl Strikers: Animation Channel (? Folgen)                              | スクールガールストライカーズ Animation Channel, Sukūrugāru Sutoraikāzu: Animation Channel                                                                                    | 2017 als Fernsehserie | J.C.Staff                               |
| Schule der Perversionen (2 Folgen)                                             | 学園ソドム, Gakuen Sodom, Professor Pain | 1998 als OVA          | Green Bunny                             |
| Schwanensee                                                                    | 世界名作童話 白鳥の湖, Sekai Meisaku Dōwa: Hakuchō no Mizuumi, World Masterpiece Fairytale Swan Lake, Swan Lake, Die Schwanenprinzessin                                      | 1981 als Film         | Tōei Animation                          |
| Die schwarzen Brüder (33 Folgen)                                               | ロミオの青い空, Romeo no Aoi Sora | 1995 als Fernsehserie | Nippon Animation                        |
| Schwarzesmarken (12 Folgen)                                                    | シュヴァルツェスマーケン, Shuvarutsesumāken | 2016 als Fernsehserie | Lidenfilms, ixtl                        |
| Sci-Bots (64 Folgen)                                                           | SF西遊記スタージンガー, SF Saiyūki Sutājingā, SF Saiyūki Starzinger | 1978 als Fernsehserie | Tōei Animation                          |
| ↳ SF Saiyūki Starzinger II (9 Folgen)                                          | SF西遊記スタージンガーII, SF Saiyūki Sutājingā II | 1979 als Fernsehserie | Tōei Animation                          |
| ↳ SF Saiyūki Starzinger                                                        | SF西遊記スタージンガー, SF Saiyūki Sutājingā | 1979 als Film         | Tōei Animation                          |
| Scorching Ping Pong Girls (12 Folgen)                                          | 灼熱の卓球娘, Shakunetsu no Takkyū Musume | 2016 als Fernsehserie | Kinema Citrus                           |
| Scrapped Princess (24 Folgen)                                                  | スクラップド・プリンセス | 2003 als Fernsehserie | Bones                                   |
| S-CRY-ed (26 Folgen)                                                           | スクライド | 2001 als Fernsehserie | Sunrise                                 |
| Scum’s Wish (12 Folgen)                                                        | クズの本懐, Kuzu no Honkai | 2017 als Fernsehserie | Lerche                                  |
| Seihō Bukyō Outlaw Star (26 Folgen)                                            | 星方武侠アウトロースター, Outlaw Star | 1998 als Fernsehserie | Xebec, Sunrise                          |
| ↳ Seihō Tenshi Angel Links (13 Folgen)                                         | 星方天使エンジェルリンクス, Angel Links | 1999 als Fernsehserie | Sunrise                                 |
| Seikai no Monshō (13 Folgen)                                                   | 星界の紋章, Crest of the Stars | 1999 als Fernsehserie | Sunrise                                 |
| ↳ Seikai no Senki (13 Folgen)                                                  | 星界の戦旗 | 2000 als Fernsehserie | Sunrise                                 |
| ↳ Seikai no Senki II (10 Folgen)                                               | 星界の戦旗 II | 2001 als Fernsehserie | Sunrise                                 |
| ↳ Seikai no Senki III (2 Folgen)                                               | 星界の戦旗 III | 2005 als OVA          | Sunrise                                 |
| ↳ Seikai no Danshō: Tanjō (eine Folge)                                         | 星界の断章 誕生 | 2000 als Special      | Sunrise                                 |
| Seiken no Blacksmith (12 Folgen)                                               | 聖剣の刀鍛冶, The Sacred Blacksmith | 2009 als Fernsehserie | Manglobe                                |
| Seiken Tsukai no World Break (13 Folgen)                                       | 聖剣使いの禁呪詠唱, Seiken Tsukai no Wārudo Bureiku | 2015 als Fernsehserie | Diomedéa                                |
| Seikimatsu Darling (eine Folge)                                                | 世紀末★ダーリン | 1996 als OVA          | Horannabi                               |
| Seikimatsu Occult Gakuin (13 Folgen)                                           | 世紀末オカルト学院, Occult Academy | 2010 als Fernsehserie | A-1 Pictures                            |
| Seikoku no Dragonar (12 Folgen)                                                | 星刻の竜騎士, Seikoku no Doragunā | 2014 als Fernsehserie | C-Station                               |
| Seikon no Qwaser (24 Folgen)                                                   | 聖痕のクェイサー, Seikon no Kweisā, The Qwaser of Stigmata | 2010 als Fernsehserie | Hoods Entertainment                     |
| ↳ Seikon no Qwaser: Jotei no Shōzō (eine Folge)                                | 聖痕のクェイサー 女帝の肖像 | 2010 als OVA          | Hoods Entertainment                     |
| ↳ Seikon no Qwaser II (12 Folgen)                                              | 聖痕のクェイサーII, Seikon no Kweisā II | 2011 als Fernsehserie | Hoods Entertainment                     |
| Seirei Tsukai                                                                  | 精霊使い, Elementalors | 1995 als Film         | AIC                                     |
| Seirei Tsukai no Blade Dance (12 Folgen)                                       | 精霊使いの剣舞, Seirei Tsukai no Bureido Dansu | 2014 als Fernsehserie | TNK                                     |
| Seiren (? Folgen)                                                              | セイレン | 2017 als Fernsehserie | Studio Gokumi, AxsiZ                    |
| Seisen Cerberus: Ryūkoku no Fatalite (13 Folgen)                               | 聖戦ケルベロス 竜刻のファタリテ, Seisen Keruberosu: Ryūkoku no Fatarite | 2016 als Fernsehserie | Bridge                                  |
| Seitokai no Ichizon (12 Folgen)                                                | 生徒会の一存 | 2009 als Fernsehserie | Studio Deen                             |
| ↳ Seitokai no Ichizon Lv.2 (10 Folgen)                                         | 生徒会の一存 Lv.2 | 2013 als Fernsehserie | AIC                                     |
| Seitokai Yakuindomo (13 Folgen)                                                | 生徒会役員共 | 2010 als Fernsehserie | GoHands                                 |
| ↳ Seitokai Yakuindomo* (13 Folgen)                                             | 生徒会役員共* | 2014 als Fernsehserie | GoHands                                 |
| Seiyō Kottō Yōgashiten – Antique (12 Folgen)                                   | 西洋骨董洋菓子店 〜アンティーク〜, Antique Bakery | 2008 als Fernsehserie | Nippon Animation, Shirogumi             |
| Sekai de Ichiban Tsuyoku Naritai! (12 Folgen)                                  | 世界でいちばん強くなりたい! | 2013 als Fernsehserie | Arms                                    |
| Sekaiichi Hatsukoi – Onodera Ritsu no Baai (eine Folge)                        | 世界一初恋 〜小野寺律の場合〜 | 2011 als OVA          | Studio Deen                             |
| ↳ Sekaiichi Hatsukoi (12 Folgen)                                               | 世界一初恋 | 2011 als Fernsehserie | Studio Deen                             |
| ↳ Sekaiichi Hatsukoi – Hatori Yoshiyuki no Baai (eine Folge)                   | 世界一初恋 〜羽鳥芳雪の場合〜 | 2011 als OVA          | Studio Deen                             |
| ↳ Sekaiichi Hatsukoi 2 (12 Folgen)                                             | 世界一初恋2 | 2011 als Fernsehserie | Studio Deen                             |
| Sekai Seifuku – Bōryaku no Zvezda (12 Folgen)                                  | 世界征服〜謀略のズヴィズダー〜, Sekai Seifuku – Bōryaku no Zuvizudā, World Conquest Zvezda Plot                                                                              | 2014 als Fernsehserie | A-1 Pictures                            |
| Sekirei (12 Folgen)                                                            | セキレイ | 2008 als Fernsehserie | Seven Arcs                              |
| ↳ Sekirei – Pure Engagement (13 Folgen)                                        | セキレイ〜Pure Engagement〜 | 2010 als Fernsehserie | Seven Arcs                              |
| Sekisho                                                                        | お関所, The Inspection Station | 1930 als Kurzfilm     |                                         |
| Sekkō Boys (12 Folgen)                                                         | 石膏ボーイズ, Sekkō Bōizu | 2016 als Fernsehserie | Lidenfilms                              |
| Selector Infected WIXOSS (12 Folgen)                                           | selector infected WIXOSS | 2014 als Fernsehserie | J.C.Staff                               |
| ↳ Selector Spread WIXOSS (12 Folgen)                                           | selector spread WIXOSS | 2014 als Fernsehserie | J.C.Staff                               |
| ↳ Lostorage incited WIXOSS (12 Folgen)                                         | | 2016 als Fernsehserie | J.C.Staff                               |
| ↳ Lostorage conflated WIXOSS (12 Folgen)                                       | | 2018 als Fernsehserie | J.C.Staff                               |
| Sengoku Basara (12 Folgen)                                                     | 戦国BASARA | 2009 als Fernsehserie | Production I.G                          |
| ↳ Sengoku Basara 2 (12 Folgen)                                                 | 戦国BASARA弐 | 2010 als Fernsehserie | Production I.G                          |
| ↳ Gekijōban Sengoku Basara – The Last Party                                    | 劇場版 戦国BASARA -The Last Party- | 2011 als Film         | Production I.G                          |
| ↳ Sengoku Basara: Judge End (12 Folgen)                                        | 戦国BASARA Judge End | 2014 als Fernsehserie | Telecom Animation Film                  |
| ↳ Gakuen Basara: Samurai Highschool (12 Folgen)                                | 学園BASARA, Gakuen Basara | 2018 als Fernsehserie | Brain’s Base                            |
| Sengoku Bushō Retsuden: Bakufū Dōji Hissatsuman (3 Folgen)                     | 戦国武将列伝 爆風童子ヒッサツマン | 1990 als OVA          | Artmic                                  |
| Sengoku Chōjū Giga – Kō (13 Folgen)                                            | 戦国鳥獣戯画〜甲〜 | 2016 als Fernsehserie | ILCA                                    |
| ↳ Sengoku Chōjū Giga – Otsu (13? Folgen)                                       | 戦国鳥獣戯画〜乙〜 | 2017 als Fernsehserie | ILCA                                    |
| Sengoku Collection (26 Folgen)                                                 | 戦国コレクション, Sengoku Korekushon | 2012 als Fernsehserie | Brain’s Base                            |
| Sengoku Musō (12 Folgen)                                                       | 戦国無双 | 2015 als Fernsehserie | NAS                                     |
| Sengoku Otome – Momoiro Paradox (13 Folgen)                                    | 戦国乙女～桃色パラドックス~ | 2011 als Fernsehserie | TMS Entertainment                       |
| Senjō no Valkyria (26 Folgen)                                                  | 戦場のヴァルキュリア, Senjō no Valkyria – Gallian Chronicles | 2009 als Fernsehserie | A-1 Pictures                            |
| Senki Zesshō Symphogear (13 Folgen)                                            | 戦姫絶唱シンフォギア, Senki Zesshō Shinfogia | 2012 als Fernsehserie | Elements Films, Satelight               |
| ↳ Senki Zesshō Symphogear G (13 Folgen)                                        | 戦姫絶唱シンフォギアG, Senki Zesshō Shinfogia G | 2013 als Fernsehserie | Satelight                               |
| ↳ Senki Zesshō Symphogear GX (13 Folgen)                                       | 戦姫絶唱シンフォギアGX, Senki Zesshō Shinfogia G | 2015 als Fernsehserie | Satelight                               |
| Senkō no Night Raid (13 Folgen)                                                | 閃光のナイトレイド, Senkō no naito reido | 2010 als Fernsehserie | A-1 Pictures                            |
| Sennin Buraku (23 Folgen)                                                      | 仙人部落 | 1963 als Fernsehserie | Tele-Cartoon Japan                      |
| Senran Kagura (12 Folgen)                                                      | 閃乱カグラ | 2013 als Fernsehserie | Animation Studio Artland                |
| Sensei no Ojikan (20 Folgen)                                                   | せんせいのお時間, Doki Doki School Hours | 2004 als Fernsehserie | J.C.Staff, Studio Guts, Studio Matrix   |
| Sentai Heroes Sukiyaki Force: Gunma no Heiwa o Negau Season (? Folgen)         | 戦隊ヒーロー スキヤキフォース | 2017 als Fernsehserie | Studio 4°C                              |
| Sentō Yōsei Yukikaze (5 Folgen)                                                | 戦闘妖精雪風, Yukikaze | 2002 als OVA          | Gonzo                                   |
| ↳ Sentō Yōsei Shōjo: Tasukete! Mave-chan (eine Folge)                          | 戦闘妖精少女 たすけて！メイヴちゃん, Sentō Yōsei Shōjo: Tasukete! Meivu-chan                                                                                                 | 2005 als OVA          | Studio Fantasia                         |
| Sen’yū. (13 Folgen)                                                            | 戦勇. | 2013 als Fernsehserie | Ordet, Lidenfilms                       |
| ↳ Sen’yū. (13 Folgen)                                                          | 戦勇. | 2013 als Fernsehserie | Ordet, Lidenfilms                       |
| Seraph of the End – Vampire Reign (12 Folgen)                                  | 終わりのセラフ, Owari no Serafu, Owari no Seraph | 2015 als Fernsehserie | Wit Studio                              |
| ↳ Seraph of the End – Battle in Nagoya (12 Folgen)                             | 終わりのセラフ 名古屋決戦編, Owari no Serafu: Nagoya Kessen-hen, Owari no Seraph: Nagoya Kessen-hen                                                                          | 2015 als Fernsehserie | Wit Studio                              |
| Seraphim Call (12 Folgen)                                                      | セラフィムコール | 1999 als Fernsehserie | Sunrise                                 |
| Serial Experiments Lain (13 Folgen)                                            | | 1998 als Fernsehserie | Triangle Staff                          |
| Seirei Gensouki: Spirit Chronicles (12 Folgen)                                 | 精霊幻想記, Seirei Gensōki | 2021 als Fernsehserie | TMS Entertainment                       |
| Servamp (12 Folgen)                                                            | SERVAMP -サーヴァンプ-, Servamp – Sāvampu | 2016 als Fernsehserie | Brain’s Base                            |
| Servant × Service (13 Folgen)                                                  | サーバント×サービス, Sābanto × Sābisu | 2013 als Fernsehserie | A-1 Pictures                            |
| Seto no Hanayome (26 Folgen)                                                   | 瀬戸の花嫁 | 2007 als Fernsehserie | Gonzo, AIC                              |
| ↳ Seto no Hanayome OVA (2 Folgen)                                              | 瀬戸の花嫁OVA | 2008 als OVA          | Gonzo, AIC                              |
| The Seven Deadly Sins (24 Folgen)                                              | 七つの大罪, Nanatsu no Taizai | 2014 als Fernsehserie | A-1 Pictures                            |
| ↳ The Seven Deadly Sins: Anzeichen eines Heiligen Kriegs (4 Folgen)            | 七つの大罪 聖戦の予兆, Nanatsu no Taizai: Seisen no Shirushi | 2016 als Special      | A-1 Pictures                            |
| ↳ The Seven Deadly Sins: Die Rückkehr der Gebote (24 Folgen)                   | 七つの大罪 戒めの復活, Nanatsu no Taizai: Imashime no Fukkatsu | 2018 als Fernsehserie | A-1 Pictures                            |
| Sexy Commando Gaiden Sugoi yo!! Masaru-san (48 Folgen)                         | セクシーコマンドー外伝 すごいよ!!マサルさん | 1998 als Fernsehserie | Madhouse                                |
| Sgt. Frog (263 Folgen)                                                         | ケロロ軍曹, Keroro Gunsō | 2004 als Fernsehserie | Sunrise                                 |
| ↳ Keroro Gunsō the Super Movie                                                 | 超劇場版ケロロ軍曹 | 2006 als Film         | Sunrise                                 |
| ↳ Keroro Gunso the Super Movie 2: The Deep Sea Princess                        | 超劇場版 ケロロ軍曹2 深海のプリンセスであります!, Sergeant Keroro Movie 2: The Deep Sea Princess                                                                             | 2007 als Film         | Kadokawa Shoten, Sunrise                |
| ↳ Keroro Gunso the Super Movie 3: Keroro vs. Keroro Great Sky Duel de arimasu! | 劇場版ケロロ軍曹3 ケロロ対ケロロ大決戦であります!, Keroro Gunso the Super Movie 3: Keroro vs. Keroro Great Sky Duel                                                          | 2008 als Film         | Kadokawa Pictures                       |
| ↳ Chō Gekijōban Keroro Gunsō Gekishin Dragon Warriors De Arimasu!              | 超劇場版 ケロロ軍曹 撃侵 ドラゴンウォリアーズ であります!, Chō Gekijōban Keroro Gunso 4                                                                                      | 2009 als Film         | Sunrise                                 |
| Shadow Skill (eine Folge)                                                      | 影技 SHADOW SKILL, | 1995 als OVA          | Zero-G Room                             |
| ↳ Shadow Skill 2 (3 Folgen)                                                    | 影技 SHADOW SKILL, Shadow Skill: The Movie | 1996 als OVA          | Zero-G Room                             |
| ↳ Shadow Skill - Eigi (26 Folgen)                                              | 影技 SHADOW SKILL, | 1998 als Fernsehserie | Studio Deen                             |
| ↳ Shadow Skill 3 (eine Folge)                                                  | SHADOW SKILL ~クルダ流交殺法の秘密~ | 2004 als OVA          | Tandm                                   |
| Shaka no Shogai                                                                | | 1961 als Film         | Sanko                                   |
| Shakugan no Shana (24 Folgen)                                                  | 灼眼のシャナ | 2005 als Fernsehserie | J.C.Staff                               |
| ↳ Shakugan no Shana SP (eine Folge)                                            | 灼眼のシャナSP | 2006 als OVA          | J.C.Staff                               |
| ↳ Shakugan no Shana Second (24 Folgen)                                         | 灼眼のシャナII, Shakugan no Shana II | 2007 als Fernsehserie | J.C.Staff                               |
| ↳ Shakugan no Shana S (4 Folgen)                                               | 灼眼のシャナS | 2009 als OVA          | J.C.Staff                               |
| ↳ Shakugan no Shana Final (24 Folgen)                                          | 灼眼のシャナIII, Shakugan no Shana III | 2011 als Fernsehserie | J.C.Staff                               |
| ↳ Gekijōban: Shakugan no Shana                                                 | 劇場版 灼眼のシャナ | 2007 als Film         | J.C.Staff                               |
| Shaman King (64 Folgen)                                                        | シャーマンキング | 2001 als Fernsehserie | Xebec                                   |
| Shamanic Princess (6 Folgen)                                                   | シャーマニックプリンセス | 1996 als OVA          | Bandai Visual                           |
| Shangri-La (24 Folgen)                                                         | シャングリ・ラ | 2009 als Fernsehserie | Gonzo                                   |
| Shao, die Mondfee (22 Folgen)                                                  | まもって守護月天!, Mamotte Shugogetten! | 1998 als Fernsehserie | Tōei Animation                          |
| ↳ Wiedersehen mit Shao (eine Folge)                                            | 伝心 まもって守護月天!, Denshin Mamotte Shugogetten! | 2000 als OVA          | Tōei Animation                          |
| Shelter                                                                        | SHELTER | 2016 als Kurzfilm     | A-1 Pictures                            |
| Shiba Inuko-san (26 Folgen)                                                    | しばいぬ子さん | 2012 als Fernsehserie | DAX Production                          |
| Shigatsu wa Kimi no Uso – Sekunden in Moll (23 Folgen)                         | 四月は君の嘘, Shigatsu wa Kimi no Uso, Your Lie in April | 2014 als Fernsehserie | A-1 Pictures                            |
| Shigofumi – Stories of Last Letter (13 Folgen)                                 | シゴフミ ~Stories of Last Letter~ | 2007 als Fernsehserie | J.C.Staff                               |
| Shikabane Hime: Aka (13 Folgen)                                                | 屍姫 赫 | 2008 als Fernsehserie | Gainax, feel.                           |
| ↳ Shikabane Hime: Kuro (12 Folgen)                                             | 屍姫 玄 | 2009 als Fernsehserie | Gainax, feel.                           |
| Shiki (24 Folgen)                                                              | 屍鬼 | 2010 als Fernsehserie | Daume                                   |
| Crayon Shin-Chan (631 Folgen)                                                  | クレヨンしんちゃん, Shin Chan | 1992 als Fernsehserie | Shin’ei Dōga                            |
| Shimoneta to Iu Gainen ga Sonzai Shinai Taikutsu na Sekai (12 Folgen)          | 下ネタという概念が存在しない退屈な世界 | 2015 als Fernsehserie | J.C.Staff                               |
| Shinchōkyōryo: Condor Hero (26 Folgen)                                         | 神神雕侠侶 コンドルヒーロー, Shinchōkyōryo: Kondoru Hīrō, Legend of the Condor Hero                                                                                          | 2001 als Fernsehserie | Jade Animation, Nippon Animation        |
| Shingeki no Bahamut: Genesis (12 Folgen)                                       | 神撃のバハムート GENESIS, Shingeki no Bahamūto: Genesis | 2014 als Fernsehserie | MAPPA                                   |
| Shingetsutan: Tsukihime (12 Folgen)                                            | 真月譚 月姫 | 2003 als Fernsehserie | J.C.Staff                               |
| Shin Hakkenden (26 Folgen)                                                     | 神八剣伝 | 1999 als Fernsehserie | Public & Basic                          |
| Shining Hearts – Shiawase no Pan (12 Folgen)                                   | シャイニング・ハーツ ~幸せのパン~, Shainingu Hātsu – Shiawase no Pan | 2012 als Fernsehserie | Production I.G                          |
| Shining Tears X Wind (13 Folgen)                                               | シャイニング・ティアーズ・クロス・ウィンド | 2007 als Fernsehserie | Studio Deen                             |
| Shinkon Gattai Godannar!! (13 Folgen)                                          | 神魂合体ゴーダンナー!!, Godannar | 2003 als Fernsehserie | AIC A.S.T.A., Oriental Light and Magic  |
| ↳ Shinkon Gattai Godannar!! Second Season (13 Folgen)                          | 神魂合体ゴーダンナー!! SECOND SEASON | 2004 als Fernsehserie | AIC A.S.T.A., Oriental Light and Magic  |
| Shinkyoku Sōkai Polyphonica (12 Folgen)                                        | 神曲奏界ポリフォニカ | 2007 als Fernsehserie | Ginga-ya                                |
| ↳ Shinkyoku Sōkai Polyphonica crimson S (12 Folgen)                            | 神曲奏界ポリフォニカ クリムゾンS | 2009 als Fernsehserie | Diomedéa                                |
| Shin Megami Tensei: Devichil (50 Folgen)                                       | 真・女神転生 デビチル, Shin Megami Tensei: Debichiru | 2000 als Fernsehserie | Tokyo Movie, Actas                      |
| ↳ Shin Megami Tensei Devil Children: Light & Dark (52 Folgen)                  | 真･女神転生Dチルドレン ライト＆ダーク, Shin Megami Tensei Debiru Chirudoren: Raito & Dāku                                                                                    | 2002 als Fernsehserie | Actas, Studio Comet                     |
| Shinrei Tantei Yakumo (13 Folgen)                                              | 心霊探偵 八雲, Psychic Detective Yakumo | 2010 als Fernsehserie | Bee Train                               |
| Shinryaku! Ika Musume (12 Folgen)                                              | 侵略!イカ娘 | 2010 als Fernsehserie | Diomedéa                                |
| ↳ Shinryaku!? Ika Musume (12 Folgen)                                           | 侵略!?イカ娘 | 2011 als Fernsehserie | Diomedéa                                |
| ↳ Shinryaku!! Ika Musume (eine Folge)                                          | 侵略!!イカ娘 | 2012 als OVA          | Diomedéa                                |
| Shinseikiden Mars (13 Folgen)                                                  | 神世紀伝マーズ | 2002 als Fernsehserie | Plum, Studio Guts                       |
| Shin Sekai yori (25 Folgen)                                                    | 新世界より | 2012 als Fernsehserie | A-1 Pictures                            |
| Shion no Ō (22 Folgen)                                                         | しおんの王 | 2007 als Fernsehserie | Studio Deen                             |
| Shirobako (24 Folgen)                                                          | SHIROBAKO | 2014 als Fernsehserie | P.A. Works                              |
| Shirogane no Ishi Argevollen (24 Folgen)                                       | 白銀の意思 アルジェヴォルン, Shirogane no Ishi Arujevorun | 2014 als Fernsehserie | Xebec                                   |
| Shirokuma Cafe (50 Folgen)                                                     | しろくまカフェ | 2012 als Fernsehserie | Studio Pierrot                          |
| Shishunki Bishōjo Gattai Robo Z-MIND (6 Folgen)                                | 思春期美少女合体ロボ ジーマイン, Z-MIND | 1999 als OVA          | Sunrise                                 |
| Shisei Sasshin                                                                 | | 1925 als Kurzfilm     | Sumikazu Eiga                           |
| Shita-Kiri Suzume                                                              | | 1918 als Kurzfilm     | Nikkatsu                                |
| Shōnan Jun’ai Gumi! (5 Folgen)                                                 | 湘南純愛組! | 1994 als OVA          | J.C.Staff                               |
| Shōnen Ninja Kaze no Fujimaru (65 Folgen)                                      | 少年忍者風のフジ丸, Ninja The Wonderboy | 1964 als Fernsehserie | Tōei Animation                          |
| Shōjo Kakumei Utena (39 Folgen)                                                | 少女革命ウテナ, Revolutionary Girl Utena | 1997 als Fernsehserie | J.C.Staff                               |
| ↳ Shōjo Kakumei Utena: Adolescence Mokushiroku                                 | 少女革命ウテナ アドゥレセンス黙示録, Revolutionary Girl Utena: The Adolescence of Utena                                                                                      | 1999 als Film         | J.C.Staff                               |
| Shōjo Sect – Innocent Lovers (3 Folgen)                                        | 少女セクト ～Innocent Lovers～, Shōjo Sekuto – Innocent Lovers | 2008 als OVA          | Amarcord                                |
| Shōjotachi wa Kōya o Mezasu (12 Folgen)                                        | 少女たちは荒野を目指す | 2016 als Fernsehserie | Project No.9                            |
| Shōnen Hollywood – Holly Stage for 49 (13 Folgen)                              | 少年ハリウッド -HOLLY STAGE FOR 49-, Shōnen Hariuddo Holly Stage for 49 | 2014 als Fernsehserie | Zexcs                                   |
| ↳ Shōnen Hollywood – Holly Stage for 50 (13 Folgen)                            | 少年ハリウッド -HOLLY STAGE FOR 50-, Shōnen Hariuddo Holly Stage for 50 | 2015 als Fernsehserie | Zexcs                                   |
| Shōnen Maid (12 Folgen)                                                        | 少年メイド, Shōnen Meido | 2016 als Fernsehserie | Eight Bit                               |
| Shōnen Onmyōji (26 Folgen)                                                     | 少年陰陽師 | 2006 als Fernsehserie | Studio Deen                             |
| Show By Rock!! (12 Folgen)                                                     | SHOW BY ROCK!! | 2015 als Fernsehserie | Bones                                   |
| ↳ Show By Rock!! Short (12 Folgen)                                             | SHOW BY ROCK!! しょ～と!!, SHOW BY ROCK!! Shōto | 2016 als Fernsehserie | Bones                                   |
| ↳ Show By Rock!!# (12 Folgen)                                                  | SHOW BY ROCK!!# | 2016 als Fernsehserie | Bones                                   |
| Shōwa Genroku Rakugo Shinjū (13 Folgen)                                        | 昭和元禄落語心中 | 2016 als Fernsehserie | Studio Deen                             |
| ↳ Shōwa Genroku Rakugo Shinjū – Sukeroku Futatabi-hen (? Folgen)               | 昭和元禄落語心中 -助六再び篇- | 2017 als Fernsehserie | Studio Deen                             |
| Showtime! ~Minami Ojō-san Datte H Shitai~ (8 Folgen)                           | しょうたいむ！〜歌のお姉さんだってしたい〜 | 2021 als Fernsehserie | Rabbit Gate                             |
| Shuffle! (24 Folgen)                                                           | シャッフル! | 2005 als Fernsehserie | Asread                                  |
| ↳ Shuffle! Memories (12 Folgen)                                                | シャッフル！メモリーズ | 2007 als Fernsehserie | Asread                                  |
| Shukufuku no Campanella (12 Folgen)                                            | 祝福のカンパネラ | 2010 als Fernsehserie | AIC                                     |
| Shugo Chara! (51 Folgen)                                                       | しゅごキャラ! | 2007 als Fernsehserie | Satelight                               |
| ↳ Shugo Chara!! Doki (38 Folgen)                                               | しゅごキャラ!!どきっ | 2008 als Fernsehserie | Satelight                               |
| ↳ Shugo Chara!!! Dokki Doki (25 Folgen)                                        | しゅごキャラ!!! どっきどき | 2009 als Fernsehserie |                                         |
| Sidonia no Kishi (12 Folgen)                                                   | シドニアの騎士, Shidonia no Kishi | 2014 als Fernsehserie | Polygon Pictures                        |
| ↳ Sidonia no Kishi: Daikyū Wakusei Sen’eki (12 Folgen)                         | シドニアの騎士 第九惑星戦役, Shidonia no Kishi: Daikyū Wakusei Sen’eki | 2015 als Fernsehserie | Polygon Pictures                        |
| Silent Möbius (26 Folgen)                                                      | | 1998 als Fernsehserie | Radix                                   |
| Silver Spoon (11 Folgen)                                                       | 銀の匙 Silver Spoon, Gin no Saji: Silver Spoon | 2013 als Fernsehserie | A-1 Pictures                            |
| ↳ Silver Spoon (11 Folgen)                                                     | 銀の匙 Silver Spoon, Gin no Saji: Silver Spoon | 2014 als Fernsehserie | A-1 Pictures                            |
| Sing “Yesterday” for Me (12 Folgen)                                            | イエスタデイをうたって, Iesutadei wo Utatte | 2020 als Fernsehserie | Dōga Kōbō                               |
| Sirius no Densetsu                                                             | シリウスの伝説, Shiriusu no Densetsu, The Sea Prince and the Fire Child | 1981 als Film         | Sanrio                                  |
| Sister Princess (26 Folgen)                                                    | シスター・プリンセス | 2001 als Fernsehserie | Zexcs                                   |
| ↳ Sister Princess – Re Pure (13 Folgen)                                        | シスター・プリンセス ~Re Pure~ | 2002 als Fernsehserie | Zexcs                                   |
| Sket Dance (77 Folgen)                                                         | SKET DANCE | 2011 als Fernsehserie | Tatsunoko Production                    |
| Sketchbook – full color'S (13 Folgen)                                          | スケッチブック ~full color'S~ | 2007 als Fernsehserie | Hal Film Maker                          |
| Skip Beat! (25 Folgen)                                                         | スキップ・ビート! | 2008 als Fernsehserie | Hal Film Maker                          |
| The Skullman (13 Folgen)                                                       | | 2007 als Fernsehserie | Bones                                   |
| The Sky Crawlers                                                               | スカイ・クロラ The Sky Crawlers, Sukai Kurora: The Sky Crawlers | 2008 als Film         | Production I.G                          |
| Slam Dunk (101 Folgen)                                                         | スラムダンク, Suramu Danku | 1993 als Fernsehserie | Tōei Animation                          |
| ↳ Slam Dunk                                                                    | スラムダンク, Suramu Danku | 1994 als Film         | Tōei Animation                          |
| ↳ Slam Dunk: Zenkoku Seiha da! Sakuragi Hanamichi                              | スラムダンク 全国制覇だ! 桜木花道, Suramu Danku: Zenkoku Seiha da! Sakuragi Hanamichi                                                                                        | 1994 als Film         | Tōei Animation                          |
| ↳ Slam Dunk: Shōhoku Saidai no Kiki! Moero Sakuragi Hanamichi                  | スラムダンク 湘北最大の危機! 燃えろ桜木花道, Suramu Danku: Shōhoku Saidai no Kiki! Moero Sakuragi Hanamichi                                                                  | 1995 als Film         | Tōei Animation                          |
| ↳ Slam Dunk: Hoeru Basketman-damashii!! Hanamichi to Rukawa no Atsuki Natsu    | スラムダンク 吠えろバスケットマン魂!! 花道と流川の熱き夏, Suramu Danku: Hoeru Basukettoman-damashii!! Hanamichi to Rukawa no Atsuki Natsu                                    | 1995 als Film         | Tōei Animation                          |
| Slayers (26 Folgen)                                                            | スレイヤーズ | 1995 als Fernsehserie | E&G Film                                |
| ↳ Slayers Perfect                                                              | スレイヤーズ | 1995 als Film         | J.C.Staff                               |
| ↳ Slayers Return                                                               | スレイヤーズ RETURN | 1996 als Film         | J.C.Staff                               |
| ↳ Slayers Great                                                                | スレイヤーズ ぐれいと | 1997 als Film         | J.C.Staff                               |
| ↳ Slayers Gorgeous                                                             | スレイヤーズ ごうじゃす | 1998 als Film         | J.C.Staff                               |
| ↳ Slayers Excellent (3 Folgen)                                                 | スレイヤーズ えくせれんと | 1998 als OVA          | J.C.Staff                               |
| ↳ Slayers Special (3 Folgen)                                                   | スレイヤーズすぺしゃる | 1996 als OVA          | J.C.Staff                               |
| ↳ Slayers Next (26 Folgen)                                                     | スレイヤーズ NEXT | 1996 als Fernsehserie | E&G Film                                |
| ↳ Slayers Try (26 Folgen)                                                      | スレイヤーズ TRY | 1997 als Fernsehserie | E&G Film                                |
| ↳ Slayers Premium                                                              | スレイヤーズぷれみあむ | 2001 als Film         | Hal Film Maker                          |
| ↳ Slayers Revolution (13 Folgen)                                               | スレイヤーズREVOLUTION | 2008 als Fernsehserie | J.C.Staff                               |
| ↳ Slayers Evolution-R (13 Folgen)                                              | スレイヤーズ EVOLUTION-R | 2009 als Fernsehserie | J.C.Staff                               |
| Sōgen no Shōjo Laura (26 Folgen)                                               | 草原の少女ローラ, Sōgen no Shōjo Rōra | 1975 als Fernsehserie | Nippon Animation                        |
| Sōkō Kihei Votoms (52 Folgen)                                                  | 装甲騎兵ボトムズ, Votoms | 1983 als Fernsehserie | Sunrise, Nippon Animation               |
| Sōkō no Strain (13 Folgen)                                                     | 奏光のストレイン, Sōkō no Sutorein | 2006 als Fernsehserie | Studio Fantasia                         |
| Sōkyū no Fafner (26 Folgen)                                                    | 蒼穹のファフナー, Sōkyū no Fafunā | 2004 als Fernsehserie | Xebec                                   |
| ↳ Sōkyū no Fafner: Right of Left (eine Folge)                                  | 蒼穹のファフナー RIGHT OF LEFT, Sōkyū no Fafunā: Right of Left | 2005 als Special      | Xebec                                   |
| ↳ Sōkyū no Fafner: Heaven and Earth                                            | 蒼穹のファフナー HEAVEN AND EARTH, Sōkyū no Fafunā: Heaven and Earth | 2010 als Film         | Xebec                                   |
| ↳ Sōkyū no Fafner: Exodus (13 Folgen)                                          | 蒼穹のファフナー EXODUS, Sōkyū no Fafunā: Exodus | 2015 als Fernsehserie | Xebec zwei                              |
| ↳ Sōkyū no Fafner: Exodus (13 Folgen)                                          | 蒼穹のファフナー EXODUS, Sōkyū no Fafunā: Exodus | 2015 als Fernsehserie | Xebec zwei                              |
| sola (13 Folgen)                                                               | | 2007 als Fernsehserie | Nomad                                   |
| ↳ sola (2 Folgen)                                                              | | 2007 als OVA          | Nomad                                   |
| Solty Rei (24 Folgen)                                                          | ソルティレイ | 2005 als Fernsehserie | AIC, Gonzo                              |
| Somali and the Forest Spirit (12 Folgen)                                       | ソマリと森の神様, Somari to Mori no Kamisama | 2020 als Fernsehserie | Satelight, HORNETS                      |
| Ein Sommer mit Coo                                                             | 河童のクゥと夏休み, Kappa no Ku to Natsuyasumi | 2007 als Film         | Shin’ei Dōga                            |
| SoniAni – Super Sonico The Animation (12 Folgen)                               | そにアニ -SUPER SONICO THE ANIMATION- | 2014 als Fernsehserie | White Fox                               |
| Sonic X (78 Folgen)                                                            | ソニックX | 2003 als Fernsehserie | TMS Entertainment Japan                 |
| Sora no Method (13 Folgen)                                                     | 天体のメソッド, Sora no Mesoddo | 2014 als Fernsehserie | Studio 3Hz                              |
| Sora no Momataro                                                               | 空の桃太郎 | 1931 als Kurzfilm     | Yokohama Cinema Kyokai                  |
| Sora no Otoshimono (13 Folgen)                                                 | そらのおとしもの | 2009 als Fernsehserie | AIC A.S.T.A.                            |
| ↳ Sora no Otoshimono: Forte (12 Folgen)                                        | そらのおとしものf, Sora no Otoshimono: Forute | 2010 als Fernsehserie | AIC A.S.T.A.                            |
| ↳ Gekijōban Sora no Otoshimono: Tokei Jikake no Angeloid                       | 劇場版 そらのおとしもの 時計じかけの哀女神, Gekijōban Sora no Otoshimono: Tokei Jikake no Enjeroido                                                                          | 2011 als Film         | AIC A.S.T.A.                            |
| ↳ Sora no Otoshimono Final: Eternal My Master                                  | そらのおとしものFinal 永遠の私の鳥籠, Sora no Otoshimono Final: Etānaru Mai Masutā                                                                                           | 2014 als Film         | Production IMS                          |
| Sorcerer Hunters (26 Folgen)                                                   | 爆れつ ハンター | 1995 als Fernsehserie | Xebec                                   |
| ↳ Sorcerer Hunters (3 Folgen)                                                  | 爆れつ ハンター | 1996 als OVA          | Xebec                                   |
| ↳ Sorcerer on the Rocks (2 Folgen)                                             | シーバス1-2-3 | 1999 als OVA          | Daume                                   |
| Sorcerous Stabber Orphen (24 Folgen)                                           | 魔術士オーフェン | 1998 als Fernsehserie | J.C.Staff                               |
| ↳ Sorcerous Stabber Orphen: Revenge (23 Folgen)                                | 魔術士オーフェン Revenge | 1999 als Fernsehserie | J.C.Staff                               |
| Sore ga Seiyū! (14 Folgen)                                                     | それが声優! | 2015 als Fernsehserie | Gonzo                                   |
| Soredemo Machi wa Mawatteiru (12 Folgen)                                       | それでも町は廻っている | 2010 als Fernsehserie | Shaft                                   |
| Soredemo Sekai wa Utsukushii (12 Folgen)                                       | それでも世界は美しい | 2014 als Fernsehserie | Pierrot                                 |
| Soreike! Anpanman (24 Folgen)                                                  | アンパンマン | 1998 als Fernsehserie | Nippon Television Network               |
| Sōryūden (12 Folgen)                                                           | 創竜伝 | 1991 als OVA          | Kitty Film                              |
| Sōsei no Aquarion (26 Folgen)                                                  | 創聖のアクエリオン, Sōsei no Akuerion | 2005 als Fernsehserie | Satelight                               |
| ↳ Sōsei no Aquarion (2 Folgen)                                                 | 創星のアクエリオン, Sōsei no Akuerion | 2007 als OVA          | Satelight                               |
| ↳ Gekijōban Aquarion                                                           | 劇場版アクエリオン, Gekijōban Akuerion | 2007 als Film         | Satelight                               |
| ↳ Aquarion Evol (26 Folgen)                                                    | アクエリオンEVOL, Akuerion Evol | 2012 als Fernsehserie | Satelight, Eight Bit                    |
| ↳ Aquarion Logos (26 Folgen)                                                   | アクエリオンロゴス, Akuerion Rogosu | 2015 als Fernsehserie | C2C, Satelight                          |
| Sōshin Shōjo Matoi (12 Folgen)                                                 | 装神少女まとい | 2016 als Fernsehserie | White Fox                               |
| Sōten Kōro (26 Folgen)                                                         | 蒼天航路 | 2009 als Fernsehserie | Madhouse                                |
| Sotsugyō – Graduation (2 Folgen)                                               | 卒業 〜Graduation〜 | 1995 als OVA          | Studio Fantasia                         |
| ↳ Sotsugyō: Sailor Victory (2 Folgen)                                          | 卒業 聖羅VICTORY, Sotsugyō Seirā Victory | 1995 als OVA          | Studio Fantasia                         |
| Soul Buster: Shōseiran (12 Folgen)                                             | 侍霊演武:将星乱, Sōru Basutā: Shōseiran | 2016 als Fernsehserie | Pierrot                                 |
| Soul Eater (51 Folgen)                                                         | ソウルイーター, Sōru Ītā | 2008 als Fernsehserie | Bones                                   |
| ↳ Soul Eater Not! (12 Folgen)                                                  | ソウルイーターノット!, Sōru Ītā Notto! | 2014 als Fernsehserie | Bones                                   |
| Soul Hunter – Im Auftrag der Unsterblichen (26 Folgen)                         | 仙界伝 封神演義, Senkaiden Hōshin Engi | 1999 als Fernsehserie | Studio Deen                             |
| ↳ Hakyu Hoshin Engi (23 Folgen)                                                | 覇穹 封神演義, Hakyū Hōshin Engi | 2018 als Fernsehserie | C-station                               |
| SoulTaker (13 Folgen)                                                          | ソウルテイカー | 2001 als Fernsehserie | Tatsunoko Production, Geneon            |
| Sound! Euphonium (13 Folgen)                                                   | 響け! ユーフォニアム, Hibike! Yūfoniamu, Hibike! Euphonium | 2015 als Fernsehserie | Kyōto Animation                         |
| Gekijōban Hibike! Euphonium – Kitauji Kōkō Suisōgaku-bu e Yōkoso               | 劇場版 響け！ ユーフォニアム ～北宇治高校吹奏楽部へようこそ～, Gekijōban Hibike! Yūfoniamu – Kitauji Kōkō Suisōgaku-bu e Yōkoso                                              | 2016 als Film         | Kyōto Animation                         |
| ↳ Sound! Euphonium 2 (13 Folgen)                                               | 響け! ユーフォニアム2, Hibike! Yūfoniamu 2, Hibike! Euphonium 2 | 2016 als Fernsehserie | Kyōto Animation                         |
| ↳ Gekijōban Hibike! Euphonium – Todoketai Melody                               | 劇場版 響け！ ユーフォニアム ～届けたいメロディ～, Gekijōban Hibike! Yūfoniamu – Todoketai Merodi                                                                            | 2017 als Film         | Kyōto Animation                         |
| ↳ Liz und ein Blauer Vogel                                                     | リズと青い鳥, Rizu to Aoi Tori, Liz to Aoi Tori | 2018 als Film         | Kyōto Animation                         |
| ↳ Gekijōban Hibike! Euphonium – Chikai no Finale                               | 劇場版 響け！ユーフォニアム～誓いのフィナーレ～, Gekijōban Hibike! Yūfoniamu – Chikai no Fināre, Sound! Euphonium The Movie – Our Promise: A Brand New Day                   | 2019 als Film         | Kyōto Animation                         |
| Sound of the Sky (12 Folgen)                                                   | ソ・ラ・ノ・ヲ・ト, So Ra No Wo To, Sora no Woto, So-Ra-No-Wo-To | 2010 als Fernsehserie | A-1 Pictures                            |
| Space Dandy (26 Folgen)                                                        | スペース☆ダンディ, Supēsu Dandi | 2014 als Fernsehserie | Bones                                   |
| Space Fantasia 2001-ya Monogatari (eine Folge)                                 | スペース・ファンタジア 2001夜物語 | 1987 als OVA          | TMS Entertainment                       |
| Space Patrol Luluco (13 Folgen)                                                | 宇宙パトロールルル子 | 2016 als Fernsehserie | Trigger                                 |
| Sparrow’s Hotel (12 Folgen)                                                    | スパロウズホテル, Suparōzu Hoteru | 2013 als Fernsehserie | Dream Creation                          |
| Speed Grapher (24 Folgen)                                                      | スピードグラファー | 2005 als Fernsehserie | Gonzo, TAP, Studio Easter               |
| Speed Racer (52 Folgen)                                                        | マッハGoGoGo, Mahha Gō Gō Gō, Mach Go Go Go! | 1967 als Fernsehserie | Tatsunoko Production                    |
| ↳ Speed Racer X (34 Folgen)                                                    | マッハGoGoGo, Mahha Go Go Go, Mach Go Go Go | 1997 als Fernsehserie | Tatsunoko Production                    |
| Spezialeinheit Metal Jack (37 Folgen)                                          | 機甲警察メタルジャック, Kikō Keisatsu Metal Jack | 1991 als Fernsehserie | Sunrise                                 |
| Spiral – Gefährliche Wahrheit (25 Folgen)                                      | スパイラル～推理の絆~, Spiral – Suiri no Kizuna | 2002 als Fernsehserie | J.C.Staff                               |
| Spriggan                                                                       | スプリガン | 1998 als Film         | Studio 4°C                              |
| Starlight Promises                                                             | 約束の七夜祭り, Yakusoku no Nanaya Matsuri | 2018 als Film         | XFlag, Yokohama Animation Lab           |
| Star Ocean EX (26 Folgen)                                                      | スターオーシャンEX | 2001 als Fernsehserie | Studio Deen                             |
| Star Driver: Kagayaki no Takuto (25 Folgen)                                    | STAR DRIVER 輝きのタクト | 2010 als Fernsehserie | Bones                                   |
| Star-Mu (12 Folgen)                                                            | スタミュ, Sutamyu, Highschool Star Musical | 2015 als Fernsehserie | C-Station                               |
| Steamboy                                                                       | スチームボーイ | 2004 als Film         | Sunrise                                 |
| Steins;Gate (24 Folgen)                                                        | | 2011 als Fernsehserie | White Fox                               |
| ↳ Steins;Gate: Fuka Ryōiki no Déjà vu                                          | STEINS;GATE 負荷領域のデジャヴ, Steins;Gate: Fuka Ryōiki no Deja Vu | 2013 als Film         | White Fox                               |
| Stella Jogakuin Kōtōka C³-bu (13 Folgen)                                       | ステラ女学院高等科C³部 | 2013 als Fernsehserie | Gainax                                  |
| Die Sternenjäger (77 Folgen)                                                   | 宇宙船サジタリウス, Uchūsen Sajitariusu, Uchūsen Sagittarius | 1986 als Fernsehserie | Nippon Animation                        |
| Kōtetsu Tenshi Kurumi (24 Folgen)                                              | 鋼鉄天使くるみ, Steel Angel Kurumi | 1999 als Fernsehserie | Oriental Light and Magic                |
| ↳ Kōtetsu Tenshi Kurumi (4 Folgen)                                             | 鋼鉄天使くるみ, Steel Angel Kurumi Encore | 2000 als OVA          | Oriental Light and Magic                |
| ↳ Kōtetsu Tenshi Kurumi Zero (3 Folgen)                                        | 鋼鉄天使くるみ零, Steel Angel Kurumi Zero | 2001 als OVA          | Oriental Light and Magic                |
| ↳ Kōtetsu Tenshi Kurumi 2 (12 Folgen)                                          | 鋼鉄天使くるみ 2, Steel Angel Kurumi 2 | 2001 als Fernsehserie | Oriental Light and Magic                |
| Stimme des Herzens – Whisper of the Heart                                      | 耳をすませば, Mimi o Sumaseba, Whisper of the Heart | 1995 als Film         | Studio Ghibli                           |
| Yuna & Stitch (26 Folgen)                                                      | スティッチ!, Sutitchi!, Stitch! | 2008 als Fernsehserie | Madhouse                                |
| ↳ Yuna & Stitch (30 Folgen)                                                    | スティッチ! 〜いたずらエイリアンの大冒険〜, Sutitchi! – Itazura Eirian no Daibōken, Stitch! – Itazura Alien no Daibōken                                                      | 2009 als Fernsehserie | Madhouse                                |
| ↳ Stitch! – Zutto Saikō no Tomodachi (30 Folgen)                               | スティッチ! 〜ずっと最高のトモダチ〜, Sutitchi! – Zutto Saikō no Tomodachi                                                                                                   | 2010 als Fernsehserie | Shin’ei Dōga                            |
| Strait Jacket (3 Folgen)                                                       | ストレイト・ジャケット, Sutoreito Jaketto | 2007 als OVA          | feel.                                   |
| Strange+ (12 Folgen)                                                           | ストレンジ・プラス, Sutorenji Purasu | 2014 als Fernsehserie | Seven                                   |
| ↳ Shin Strange+ (12 Folgen)                                                    | 真 ストレンジ・プラス, Shin Sutorenji Purasu | 2014 als Fernsehserie | Seven                                   |
| Stratos 4 (13 Folgen)                                                          | ストラトス・フォー, Sutaratosu Fō | 2003 als Fernsehserie | Studio Fantasia                         |
| ↳ Stratos 4 (2 Folgen)                                                         | ストラトス・フォー, Sutaratosu Fō | 2004 als OVA          | Studio Fantasia                         |
| ↳ Stratos 4: Advance (6 Folgen)                                                | ストラトス・フォー アドヴァンス, Sutaratosu Fō Adovansu | 2005 als OVA          | Studio Fantasia                         |
| ↳ Stratos 4: Advance Kanketsu-hen (2 Folgen)                                   | ストラトス・フォー アドヴァンス 完結編, Sutaratosu Fō Adovansu Kanketsu-hen                                                                                                  | 2006 als OVA          | Studio Fantasia                         |
| Strawberry Panic (26 Folgen)                                                   | ストロベリー・パニック! | 2006 als Fernsehserie | Madhouse                                |
| Street Fighter II – The Animated Movie                                         | ストリートファイターII | 1994 als Film         | Group TAC                               |
| ↳ Street Fighter II V (29 Folgen)                                              | ストリートファイターII V, Street Fighter 2 Victory | 1995 als Fernsehserie | Group TAC                               |
| ↳ Street Fighter ZERO                                                          | ストリートファイターZERO, Street Fighter Alpha | 1999 als Film         | Group TAC                               |
| ↳ Street Fighter Zero 2 (eine Folge)                                           | ストリートファイターZERO 2, Street Fighter Alpha: Generations | 2005 als OVA          | A.P.P.P.                                |
| Strike the Blood (24 Folgen)                                                   | ストライク・ザ・ブラッド, Sutoraiku za Buraddo | 2013 als Fernsehserie | Silver Link                             |
| ↳ Strike the Blood: Valkyria no Ōkoku-hen (2 Folgen)                           | ストライク・ザ・ブラッド ヴァルキュリアの王国篇, Sutoraiku za Buraddo: Varukyuria no Ōkoku-hen                                                                               | 2016 als OVA          | Silver Link                             |
| Strike Witches (eine Folge)                                                    | ストライクウィッチーズ, Sutoraiku Witchīzu | 2007 als OVA          | Gonzo                                   |
| ↳ Strike Witches (12 Folgen)                                                   | ストライクウィッチーズ, Sutoraiku Witchīzu | 2008 als Fernsehserie | Gonzo                                   |
| ↳ Strike Witches 2 (12 Folgen)                                                 | ストライクウィッチーズ2, Sutoraiku Witchīzu 2 | 2010 als Fernsehserie | AIC Spirits                             |
| ↳ Strike Witches Gekijōban                                                     | ストライクウィッチーズ 劇場版, Sutoraiku Witchīzu Gekijōban | 2012 als Film         | AIC                                     |
| ↳ Brave Witches (13 Folgen)                                                    | ブレイブウィッチーズ, Bureibu Witchīzu | 2016 als Fernsehserie | Silver Link                             |
| Submarine 707R (2 Folgen)                                                      | サブマリン707R | 2003 als OVA          | Group TAC                               |
| Suika (4 Folgen)                                                               | 水夏, Wet Summer Days | 2003 als OVA          | Moon Rock                               |
| Suisei no Gargantia (13 Folgen)                                                | 翠星のガルガンティア, Suisei no Garugantia, Gargantia on the Verdurous Planet                                                                                                | 2013 als Fernsehserie | Production I.G                          |
| Sukeban Deka (2 Folgen)                                                        | スケバン刑事 | 1991 als OVA          |                                         |
| Sukesuke Shinohara                                                             | | 1925 als Kurzfilm     | Asahi Kinema                            |
| Suki na Mono wa Suki Dakara Shōganai!! (13 Folgen)                             | 好きなものは好きだからしょうがない!!, Sukisho!, Sukisyo! | 2005 als Fernsehserie | Zexcs                                   |
| Sukitte Ii na yo. (13 Folgen)                                                  | 好きっていいなよ. | 2012 als Fernsehserie | Zexcs                                   |
| Summer Wars                                                                    | サマーウォーズ | 2009 als Film         | Madhouse                                |
| Sumeba Miyako no Cosmos-sō Suttoko Taisen Dokkoider (12 Folgen)                | 住めば都のコスモス荘・すっとこ大戦ドッコイダー, Dokkoida?! | 2003 als Fernsehserie | ufotable                                |
| Sumomomo Momomo – Chijō Saikyō no Yome (22 Folgen)                             | すもももももも〜地上最強のヨメ〜, Sumomomo Momomo | 2006 als Fernsehserie | Studio Hibari                           |
| Suna Bōzu (24 Folgen)                                                          | 砂ぼうず, Desert Punk | 2004 als Fernsehserie | Gonzo                                   |
| Super Cub (12 Folgen)                                                          | スーパーカブ, Sūpā Kabu | 2021 als Fernsehserie | Studio Kai                              |
| Super Gals! Kotobuki Ran (52 Folgen)                                           | 超GALS! 寿蘭 | 2001 als Fernsehserie | Studio Pierrot                          |
| Super Kickers 2006 – Captain Tsubasa (52 Folgen)                               | キャプテン翼 ROAD TO DREAM, Kyaputen Tsubasa: Road to Dream, Captain Tsubasa: Road to Dream                                                                                  | 2001 als Fernsehserie | Group TAC                               |
| Super Lovers (10 Folgen)                                                       | SUPER LOVERS | 2016 als Fernsehserie | Studio Deen                             |
| ↳ Super Lovers 2 (? Folgen)                                                    | SUPER LOVERS 2 | 2017 als Fernsehserie | Studio Deen                             |
| Super Mario Brothers: Peach-hime Kyūshutsu Daisakusen!                         | スーパーマリオブラザーズ ピーチ姫救出大作戦!, Sūpā Mario Burazāzu: Pīchi-hime Kyūshutsu Daisakusen!                                                                          | 1986 als Film         | Grouper Production                      |
| Die Super-Möpse (2 Folgen)                                                     | クレイヴィジ, Cleavage | 2006 als OVA          | D3                                      |
| Super Seisyun Brothers (14 Folgen)                                             | Super Seisyun Brothers -超青春姉弟s- | 2013 als Fernsehserie | AIC Plus+                               |
| Super Zugan (42 Folgen)                                                        | スーパーヅガン | 1992 als Fernsehserie | Kitty Film, Studio Deen                 |
| Superbuch (26 Folgen)                                                          | アニメ 親子劇場, Anime Oyako Gekijo, Superbook, Animated Parent and Child Theater                                                                                            | 1981 als Fernsehserie | Tatsunoko Production                    |
| ↳ Personal Computer Travel Detective Dan (26 Folgen)                           | パソコントラベル探偵団, Superbook II, Personal Computer Travel Detectives | 1983 als Fernsehserie | Tatsunoko Production                    |
| Supernatural: The Animation (22 Folgen)                                        | | 2011 als OVA          | Madhouse                                |
| Ein Supertrio (73 Folgen)                                                      | キャッツ アイ, Cat’s Eye | 1983 als Fernsehserie | TMS Entertainment                       |
| Sushi Police (13 Folgen)                                                       | SUSHI POLICE | 2016 als Fernsehserie | Sedic International, Koo-ki             |
| Suteneko Tora-chan                                                             | すて猫トラちゃん | 1947 als Film         | Nihon Dōga                              |
| Suzuka (26 Folgen)                                                             | 涼風 | 2005 als Fernsehserie | Studio Comet                            |
| Suzakinishi: The Animation (12 Folgen)                                         | 洲崎西 THE ANIMATION | 2015 als Fernsehserie | feel.                                   |
| Sweetness & Lightning (12 Folgen)                                              | 甘々と稲妻, Amaama to Inazuma | 2016 als Fernsehserie | TMS/3xCube                              |
| switch (2 Folgen)                                                              | | 2008 als OVA          | Actas                                   |
| Sword Art Online (25 Folgen)                                                   | ソードアート・オンライン, Sōdo Āto Onrain | 2012 als Fernsehserie | A-1 Pictures                            |
| ↳ Sword Art Online: Extra Edition (eine Folge)                                 | ソードアート・オンライン Extra Edition, Sōdo Āto Onrain Extra Edition | 2013 als Special      | A-1 Pictures                            |
| ↳ Sword Art Online II (24 Folgen)                                              | ソードアート・オンラインII, Sōdo Āto Onrain II | 2014 als Fernsehserie | A-1 Pictures                            |
| ↳ Sword Art Online – The Movie: Ordinal Scale                                  | 劇場版 ソードアート・オンライン -オーディナル・スケール-, Gekijō-ban Sword Art Online: Ordinal Scale                                                                         | 2017 als Film         | A-1 Pictures                            |
| Sword of the Stranger                                                          | ストレンヂア 無皇刃譚, Sutorenjia Mukōhadan, Stranger: Mukōhadan | 2007 als Film         | Bones                                   |